# Tymon (uczeń apostolski)
Tymon, cs. Apostoł Timon, diakon (zm. w 1.połowie I wieku w Koryncie) – postać biblijna, święty Kościoła katolickiego i prawosławnego, diakon, uczeń apostolski.

## Życie
Żył w I wieku, a źródłem informacji o tej postaci w jest Pismo Święte, gdzie wymieniony jest jako piąty w grupie siedmiu wybranych do wspomagania w posłudze apostołów Jezusa Chrystusa obok Szczepana, Prochora, Filipa, Nikanora, Parmenasa i Mikołaja prozelity (Dz 6, 2-5 BT). Tymon jako jeden z cieszących się dobrą sławą, pełnych ducha mądrości (Dz 6, 3 BT) zgodnie z tradycją uważany jest za jednego z pierwszych diakonów po tym, jak apostołowie modląc się włożyli na nich ręce (Dz 6, 6 BT).
Według Pseudo-Doroteusza był biskupem Bosra i jednym z siedemdziesięciu dwóch uczniów Pańskich. Pseudo-Doroteusz przypisał mu też męczeńską śmierć w płomieniach.
Do martyrologiów, Tymon trafił za sprawą św. Ado, który wymienił go w swoim De festivitatibus apostolorum, a wspomnienie wyznaczył na 19 kwietnia. Na podstawie tego tekstu do Martyrologium Rzymskiego wpisał Tymona Cezary Baroniusz. Nowe Martyrologium wspomina świętego Tymona razem z czterema innymi diakonami, 28 lipca.
Cerkiew prawosławna wspomina apostoła Tymona trzykrotnie:
- 4/17 stycznia[e], tj. 17 stycznia według kalendarza gregoriańskiego (Sobór siedemdziesięciu apostołów),
- 28 lipca/10 sierpnia, tj. 10 sierpnia,
- 30 grudnia/12 stycznia, tj. 12 stycznia.